# Lophopetalum
Lophopetalum es un género de plantas con flores con 43 especies pertenecientes a la familia Celastraceae.

## Taxonomía
El género fue descrito por Wight ex Arn. y publicado en Annals of Natural History 3: 150. 1839. La especie tipo es: Lophopetalum wightianum Arn.	

## Especies seleccionadas
- Lophopetalum arnhemicum
- Lophopetalum beccarianum
- Lophopetalum celastroides